# 翁德热·西内克
翁德热·西内克（捷克語：Ondřej Synek，1982年10月13日—），捷克男子赛艇运动员。他曾代表捷克参加2004年、2008年、2012年和2016年夏季奥林匹克运动会赛艇比赛，获得二枚银牌和一枚铜牌。